# Ogljikove anorganske spojine
Ogljik je nekovina in tvori ogromno anorganskih spojin, prisotna pa je v vseh organskih spojinah. Spodaj je podan seznam ogljikovih anorganskih spojin.

## Seznam

### A
- Amonijev bikarbonat-NH4HCO3,
- Amonijev karbamat-NH2COONH4,
- Amonijev karbonat-(NH4)2CO3,
- Amonijev tiocianat-NH4SCN,

### B
- Bakrov(I) cianid-CuCN,
- Bakrov(II) karbonat-CuCO3,
- Barijev karbonat-BaCO3,
- Beta ogljikov nitrid-β-C3N4,
- Borov karbid-B4C,

### C
- Cerijev(III) karbonat-Ce2(CO3)3,
- Cezijev karbonat-Cs2CO3,
- Ciamelid-(HCNO)x,
- Cianamid-NH2CN,
- Cianogen-(CN)2,
- Cianogenov bromid-BrCN,
- Cianogenov klorid-ClCN,
- Cianova kislina-HCNO,
- Cinkov karbonat-[[ZnCO3|ZnCO3,

### F
- Fosgen-COCl2,

### K
- Kadmijev karbonat-CdCO3,
- Kalcijev bikarbonat-Ca(HCO3)3,
- Kalcijev cianid-CaNCN,
- Kalcijev karbid-CaC2,
- Kalcijev karbonat-CaCO3,
- Kalijev bikarbonat-KHCO3,
- Kalijev cianat-KOCN,
- Kalijev cianid-KCN,
- Kalijev fericianid-K3Fe(CN)6,
- Kalijev ferocianid-K4Fe(CN)6,
- Kalijev karbonat-K2CO3,
- Kalijev tiocianat-KSCN,
- Karbamid-CO(NH2)2,
- Karboran-H2C2B10H10,
- Kobaltov karbonil-CoCO3,
- Kobaltov(II) tiocianat-Co(SCN)2,
- Kromov karbonil-Cr(CO)6,

### L
- Lantanov karbonat-La2(CO3)3,
- Litijev karbonat-Li2CO3,

### M
- Magnezijev karbonat-MgCO3,
- Manganov(II) karbonat-MnCO3,
- Manganov karbonil-Mn2(CO)10,
- Molibdenov karbonil-Mo(CO)6,

### N
- Natrijev bikarbonat-NaHCO3,
- Natrijev cianat-NaOCN,
- Natrijev cianid-NaCN,
- Natrijev karbonat-Na2CO3,
- Natrijev nitroprusid-Na3Fe(CN)5NO,
- Natrijev tiocianat-NaSCN,
- Nikljev(II) karbonat-NiCO3,

### O
- Ogljikov dioksid-CO2,
- Ogljikov disulfid-CS2,
- Ogljikov fluoroksid-COF2,
- Ogljikov monoksid-CO,
- Ogljikov suboksid-C3O2,
- Ogljikov sulfidoksid-COS,
- Ogljikov tetrabromid-CBr4,
- Ogljikov tetrafluorid-CCl4,
- Ogljikov tetraklorid-CF4,
- Ogljikova kislina-H2CO3,

### S
- Silicijev karbid-SiC,
- Srebrov cianid-AgCN,
- Srebrov karbonat-Ag2CO3,
- Stroncijev karbonat-SrCO3,
- Svinčev(II) karbonat-PbCO3,

### T
- Tantalov karbid-TaC,
- Tiocianogen-(SCN)2,
- Tiofosgen-CSCl2,
- Tiokarbamid-CS(NH2)2,
- Titanov karbid-TiC,

### V
- Vodikov cianid-HCN,
- Volframov karbid-WC,
- Volframov karbonil-W(CO)6,

### Ž
- Železov pentakarbonil-Fe(CO)5,
- Železov(II) karbonat-FeCO3,
- Železov(III) ferocianid-Fe4(Fe(CN)6)3,